# Плевля
Вижте пояснителната страница за други значения на Плевля .
Плевля (на сръбски: Пљевља или Pljevlja) е град и център на община в северната част на Черна гора, близо до границите със Сърбия и Босна и Херцеговина. Административен център е на община Плевля и 3-тият по население град в страната.
Населението му е около 19.500 души, ѝ надморска височина е около 750 метра. Разположен е при сливането на реките Брезница и Чехотина. Център е на енергийния потенциал на Черна гора, важен промишлен, културен и образователен център.

## Наименование
Бившият град (археологически частично проучен), именуван  С Municipum, съществувал в предиримско и римско време, и е на около 3 км западно от Плевля. През Средновековието селището е наречено Брезник, едноименната река, която течеше през него. В началото на ХV век е днешното име, което се споменава в Дубровник източници, 1430 г. e извлечено от плявата в манастирските имоти.

## История
Плевля е град с богато историческо минало, мястото на срещата на различни цивилизации. След уреждането на славяните и сърбите сред тях на Балканите, област представлява сърцевината на историческия район на Рашка. В началото на 15 век на кръстопътя на римските пътища, където са живели хора още от каменната ера, възниква град Плевля. Основан е преди турското завоевание през 1465 г., когато територията му е подвластна на Османската империя.

## Култура
- Музей на наследството на Плевля с колекция на праисторическо изкуство от първата – 4 век пр. Хр. Сред най-големите музеи в страната с над 5000 археологически и национално-исторически експоната, вкл. коллекция от Втората световна война.
- Cредновековен манастир „Света Троица“ – с част от мощите на св. Сава Сръбски
- Джамия на Хюсеин паша, построена по инициатива и с финансовата подкрепа на благодетеля Хюсеин паша Боланич, роден в община Плевля. Има високо 42-метрово минаре. Хранилище на религиозни манускрипти и книги, египетски килим от XVII в. и др.
- Национален парк „Дурмитор“

## Население
| година | Население |
| 1948   | 6101      |
| 1953   | 7202      |
| 1961   | 10 552    |
| 1971   | 14 511    |
| 1981   | 17 440    |
| 1991   | 20 889    |
| 2003   | 21 377    |

| Етнически групи | Население | Процент |
| --------------- | --------- | ------- |
| сърби           | 10 997    | 51,44%  |
| черногорци      | 4963      | 23,21%  |
| мюсюлмани       | 2437      | 11,40%  |
| бошняци         | 1696      | 7,93%   |
| югославяни      | 34        | 0,15%   |
| Общо            | 21 377    | 100%    |

## Икономика
|  |

## Личности
С Плевля е свързан животът на голям брой личности от световно и национално значение.
- Варнава Сръбски
- Зоран Раонич, поет и писател (1956 – 2021)
- Йован Чиркович